# 노건우
노건우(1989년 10월 22일~)는 전 KBO 리그 삼성 라이온즈의 투수이다. 개명 전 이름은 '노성호(盧聖鎬)'이다.

## 선수 시절

### 아마추어 시절
고등학교 때는 평범한 투수였으나 동국대학교에 입학 후 기량이 성장했다. 동국대 1학년 때인 2008년에 제42회 대통령기 전국대학야구대회에서 동국대학교를 우승으로 이끌며 최우수 선수에 선정됐다. 4학년이던 2011년에는 KBO총재기 전국대학야구대회에서 4경기에 등판해 3승, 3.31의 평균자책점으로 단국대학교를 꺾고 우승하는데 일조하며 최우수 선수에 선정됐다. 동국대학교 졸업 후 NC 다이노스의 특별우선지명을 받아 입단했다.

### NC 다이노스시절

#### 2012년 시즌
18경기에 등판해 6승 2패를 기록하며 2군에서 선발로 활약했다. 개막 후 3연승을 기록했으나 가벼운 부상 후 후반기에는 잠시 주춤했다.

#### 2013년 시즌
2월 13일 넥센 히어로즈와의 연습 경기 중 장민석의 얼굴을 맞춰 안면 골절을 당해 조기 귀국했다. 개막 후 선발로 기대를 많이 받았으나 선발 데뷔전인 삼성전에서 1회에만 53구를 투구해 4피안타, 4볼넷에, 5실점을 허용해 패전 투수가 됐다. 이 경기 후 불펜이었던 이태양과 보직을 맞바꿨지만 1홀드만 기록하고 별 활약을 하지 못해 손민한이 1군에 올라오고 그가 2군으로 내려갔다. 이후 다시 1군에 올라와 불펜으로 등판하다가 아담이 어깨가 좋지 않아 2군으로 내려가는 등 선발진 누수로 인해 다시 선발 투수로 복귀했다.
5번째 선발 등판 경기인 8월 16일 삼성전에서 8이닝 1실점, 8탈삼진으로 호투하며 데뷔 첫 승을 거뒀다. 이후 그는 자신에게 첫 패를 안겼던 삼성 라이온즈를 상대로 연승을 거뒀다.

#### 2014년 시즌
후반기 14경기에 등판해 47.1이닝 1승 2패, 36탈삼진, 3점대 평균자책점을 기록했다.
하지만 왼쪽 어깨 통증으로 준플레이오프 엔트리에 오르지 못했다.
시즌 15경기에 등판해 48.1이닝 1승 2패, 37탈삼진, 4점대 평균자책점을 기록했다.

### 상무 야구단시절
2015년 시즌 후 노진혁, 박으뜸과 함께 입대했다.

### NC 다이노스복귀
2017년에 복귀하였다.

### 삼성 라이온즈시절
2020년 KBO 리그 2차 드래프트를 통해 이적하였다.
그러나 이적 첫 해 10홀드를 올린 것 외에는 부상 등으로 별다른 모습을 보여 주지 못해 2023년 시즌 후 방출됐고, 은퇴를 선언했다.

## 별명
- 안 좋은 피칭으로 상대 타자에게 공략당하면 '나로호'가 발사하는 것 같다고 해 '나' 대신 그의 성을 붙여 '노로호'라고 불린다.

## 에피소드
- 그의 투구 폼은 류현진의 투구 폼과 유사하다. 이는 동국대학교 입학 후 그가 마쓰자카와 류현진의 투구 폼을 연구하다가 류현진의 투구 폼이 직구 구위가 더 좋다는 것을 느껴 교정했다고 한다. 실제로 그의 휴대전화에는 류현진의 투구 폼 동영상이 있다고 한다.[11]
- 송신영은 그를 앵그리 버드에 나오는 돼지를 본뜬 '앵그리 피그'라고 불렸다.[12]
- 송신영이 트레이드를 통해 넥센 히어로즈로 이적하게 되자 그가 대성통곡을 했다고 한다.[13]

## 출신 학교
- 인천서흥초등학교
- 상인천중학교
- 인천고등학교(전학) → 화순고등학교
- 동국대학교

## 통산 기록
| 연도 | 팀명  | 평균자책점 | 경기 | 완투 | 완봉 | 승 | 패 | 세 | 홀 | 승률  | 타자 | 이닝 | 피안타 | 피홈런 | 볼넷 | 사구 | 탈삼진 | 실점 | 자책점 |
| ---- | ----- | ---------- | ---- | ---- | ---- | -- | -- | -- | -- | ----- | ---- | ---- | ------ | ------ | ---- | ---- | ------ | ---- | ------ |
| 2013 | NC    | 7.29       | 38   | 0    | 0    | 2  | 8  | 0  | 2  | 0.200 | 268  | 58   | 64     | 9      | 38   | 2    | 62     | 50   | 47     |
| 2014 | NC    | 4.47       | 15   | 0    | 0    | 1  | 2  | 0  | 1  | 0.333 | 212  | 48⅓  | 44     | 6      | 28   | 2    | 37     | 25   | 24     |
| 2015 | NC    | 10.65      | 17   | 0    | 0    | 1  | 2  | 0  | 0  | 0.333 | 122  | 23⅔  | 33     | 8      | 23   | 0    | 25     | 28   | 28     |
| 2018 | NC    | 7.16       | 20   | 0    | 0    | 1  | 2  | 0  | 0  | 0.333 | 158  | 32⅔  | 35     | 6      | 29   | 1    | 36     | 29   | 26     |
| 2019 | NC    | 12.27      | 5    | 0    | 0    | 0  | 0  | 0  | 0  | -     | 21   | 3⅔   | 8      | 1      | 1    | 0    | 1      | 5    | 5      |
| 2020 | 삼성  | 4.46       | 45   | 0    | 0    | 2  | 3  | 0  | 10 | 0.400 | 166  | 36⅓  | 28     | 3      | 29   | 2    | 34     | 23   | 18     |
| 2021 | 삼성  | 4.74       | 16   | 0    | 0    | 0  | 2  | 0  | 1  | 0.000 | 82   | 19   | 10     | 2      | 14   | 1    | 19     | 10   | 10     |
| 2022 | 삼성  | 4.50       | 3    | 0    | 0    | 0  | 0  | 0  | 0  | -     | 11   | 2    | 2      | 0      | 3    | 0    | 2      | 1    | 1      |
| 2023 | 삼성  | 7.30       | 16   | 0    | 0    | 0  | 1  | 0  | 1  | 0.000 | 65   | 12⅓  | 22     | 3      | 5    | 1    | 12     | 11   | 10     |
| 통산 | 9시즌 | 6.44       | 175  | 0    | 0    | 7  | 20 | 0  | 15 | 0.292 | 1105 | 236  | 246    | 38     | 170  | 9    | 228    | 182  | 169    |

소도후고효러4ㅗ러ㅛ4ㅓㄱ2ㅗㄹㅅ구ㅛㅗ러소라혀ㅜ겆허서4ㅓㅌ더